# قاچاق انسان در کامبوج
قاچاق انسان در کامبوج (انگلیسی: Human trafficking in Cambodia) بعنوان یک کشور منبع، ترانزیت و مقصد برای قاچاق انسان است. طبق گزارشها، قاچاقچیان، سندیکاهای جرم سازمان یافته‌ای هستند که از نزدیکان مثل والدین، بستگان، دوستان، همسران شریک و همسایه‌ها تشکیل شده‌اند. با وجود اینکه قاچاق انسان در کامبوج به عنوان یک جرم شناخته می‌شود، این کشور دارای یک مسئله مهم دیگر بنام گردشگری جنسی کودک است؛ که در آن جهت جذب توریسم از کودکان در موضوع فحشاء سوء استفاده می‌شود. برخی از کودکان توسط پدر و مادر خود برای این موضوع فروخته می‌شوند، در حالی که برخی دیگر زیر پوشش شغلی مشروع مانند پیشخدمتی، بعداً مجبور به فحشاء می‌شوند. اغلب کودکان اسیر، مورد ضرب و شتم و گرسنگی قرار می‌گیرند تا آنها را مجبور به فحشاء کنند.

## اقدامات دولت
دولت کامبوج به‌طور کامل از حداقل استانداردهای قانون برای از بین بردن قاچاق انسان تبعیت نمی‌کند و از قربانیان قاچاق انسان حفاظت نمی‌کند، اما تلاشی در این مورد در جریان است.

## موضعگیریها
دفتر نظارت و مبارزه با قاچاق انسان در وزارت امور خارجه ایالات متحده آمریکا این کشور را را در سال ۲۰۱۷ در سطح دوم کشورهای (مبارزه با قاچاق انسان) قرار داد.